# Dintheria tenuissima
Dintheria tenuissima is een rondwormensoort uit de familie van de Bastianiidae. De wetenschappelijke naam van de soort is voor het eerst geldig gepubliceerd in 1921 door Johannes Govertus de Man.
Dit is de typesoort (en tevens de enige soort) van het geslacht Dintheria.